# Hymenochirus boulengeri
Hymenochirus boulengeri är en groddjursart som beskrevs av De Witte 1930. Hymenochirus boulengeri ingår i släktet Hymenochirus och familjen pipagrodor. Inga underarter finns listade i Catalogue of Life.
Exemplaren når ungefär en längd av 27 mm. Kroppen har i vyn från toppen en form som liknar ett päron. Mellan fingrarna finns lite simhud och tårna är helt sammanlänkade med simhud. På ovansidan finns några utskott som liknar vårtor. Huden är på ovansidan mörkbrun med ännu mörkare punkter och på undersidan finns grå till ljusbrun hud med mörka och ljusa punkter. Några individer har en gul nos.
Arten är endast känd från några ställen i norra Kongo-Kinshasa. Den lever i regnskogar och i andra skogar som översvämmas. Fortplantningen sker i dammar och vattenpölar. Vuxna exemplar står orörlig när de känner sig hotade.
Informationer angående populationens storlek och möjliga hot saknas. IUCN kategoriserar arten globalt som otillräckligt studerad.